# Il terrore del Golden West
Il terrore del Golden West (Son of Belle Starr) è un film del 1953 diretto da Frank McDonald.
È un western statunitense con Keith Larsen (che interpreta il figlio della nota fuorilegge Belle Starr), Dona Drake, Peggie Castle e Regis Toomey.

## Produzione
Il film, diretto da Frank McDonald su una sceneggiatura di D.D. Beauchamp e William Raynor e un soggetto di Jack DeWitt, fu prodotto da Peter Scully per la Allied Artists Pictures e girato da metà settembre a fine settembre 1952.

## Distribuzione
Il film fu distribuito con il titolo Son of Belle Starr negli Stati Uniti dal 25 giugno 1952 al cinema dalla Monogram Pictures.
Altre distribuzioni:
- in Italia (Il terrore del golden West) dalla romana Mander Film
- in Portogallo (O Filho de Belle Starr)

## Promozione
La tagline è: His Infamous Loves... His Ruthless Crimes... His Deadly Sins....